# Sankt Niklaus Dorf
Sankt Niklaus Dorf is een plaats en voormalige gemeente in het Zwitserse kanton Wallis, en maakt sinds 1866 deel uit van de gemeente Sankt Niklaus in het district Visp.